# آنا-ماریا گرادانته
آنا-ماریا گرادانته (آلمانی: Anna-Maria Gradante؛ زادهٔ ۲۶ دسامبر ۱۹۷۶) جودوکار اهل آلمان بود.